# Laternula anatina
Laternula anatina is een tweekleppigensoort uit de familie Laternulidae. De wetenschappelijke naam van de soort is gepubliceerd in 1758 door Linnaeus in de tiende editie van Systema naturae als Solen anatinus.